# Nazionale femminile di calcio della Lituania
La nazionale di calcio femminile della Lituania è la rappresentativa calcistica femminile internazionale della Lituania, gestita dalla Federazione calcistica della Lituania (LFF).
In base alla classifica emessa dalla Fédération Internationale de Football Association (FIFA) il 10 dicembre 2021, la nazionale femminile occupa il 102º posto del FIFA/Coca-Cola Women's World Ranking.
Come membro dell'UEFA partecipa a vari tornei di calcio internazionali, come al Campionato mondiale FIFA e al Campionato europeo UEFA.

## Storia
Il 15 agosto 1993 la nazionale femminile lituana giocò a Kaunas la sua prima partita, persa 0-11 contro la Danimarca e valida per le qualificazioni al campionato europeo 1995. Il 13 ottobre successivo pareggiò 1-1 con la Bulgaria, ottenendo l'unico punto del girone di qualificazione. Dal 1996 ha preso parte alla Coppa del Baltico, vincendo l'edizione inaugurale del 1996 e altre quattro edizioni. Nel 1999 partecipò per la prima volta alle qualificazioni al campionato mondiale, vincendo solo una partita contro l'Estonia nel gruppo 5 della Classe B.
Dopo aver mancato le tre edizioni successive, prese parte alle qualificazioni al campionato europeo 2009, senza riuscire a superare il turno preliminare, e ottenendo analogo esito anche nelle due edizioni successive. Con la partecipazione alle qualificazioni al campionato mondiale 2015 la Lituania tornò a competere per la fase finale della Coppa del Mondo dopo aver mancato tre edizioni di fila. Sia in questa che nell'edizione successiva non riuscì a passare il turno preliminare.

## Partecipazione ai tornei internazionali
Legenda: Grassetto: Risultato migliore, Corsivo: Mancate partecipazioni

## Rosa
Lista delle 23 calciatrici convocate dal selezionatore Daniel Wimmer per la Turkish Women's Cup 2022, in programma dal 16 al 22 febbraio 2022.
| N. | Pos. | Giocatore              | Data nascita (età) | Pres. | Reti | Squadra          |  |
| -- | ---- | ---------------------- | ------------------ | ----- | ---- | ---------------- |  |
|    | P    | Greta Lukjančukė       | 10 settembre 1992  | 37    | 0    | Saned            |  |
|    | P    | Klaudija Savickaitė    | 13 settembre 1994  | 3     | 0    | Hegelmann        |  |
|    | P    | Meda Šeškutė           | 1º agosto 2003     | 6     | 0    | MFA Žalgiris-MRU |  |
|    |      |                        |                    |       |      |                  |  |
|    | D    | Austė Bernotaitė       | 26 luglio 2003     | 1     | 0    | Banga Gargždai   |  |
|    | D    | Milda Liužinaitė       | 17 agosto 1995     | 37    | 2    | Hegelmann        |  |
|    | D    | Algimantė Mikutaitė    | 7 dicembre 1996    | 40    | 1    | AEM Lerida       |  |
|    | D    | Vestina Neverdauskaitė | 19 settembre 1993  | 43    | 0    | Saned            |  |
|    | D    | Monika Piesliakaitė    | 2 febbraio 1995    | 11    | 0    | MFA Žalgiris-MRU |  |
|    | D    | Loreta Rogačiova       | 19 marzo 2001      | 21    | 0    | SKP Bielawianka  |  |
|    | D    | Tereza Romanovskaja    | 17 maggio 2003     | 1     | 0    | Gintra           |  |
|    | D    | Greta Valikonienė      | 31 gennaio 1997    | 5     | 0    | FK Vilnius       |  |
|    |      |                        |                    |       |      |                  |  |
|    | C    | Dovilė Gailevičiūtė    | 21 luglio 1996     | 41    | 5    | Pink Sport Time  |  |
|    | C    | Monika Grikšaitė       | 7 giugno 1999      | 9     | 0    | Banga Gargždai   |  |
|    | C    | Anika Kyžaitė          | 12 luglio 1999     | 23    | 1    | MFA Žalgiris-MRU |  |
|    | C    | Karilė Liužinaitė      | 10 settembre 2002  | 1     | 0    | MFA Žalgiris-MRU |  |
|    | C    | Meida Proscevičiūtė    | 29 ottobre 2005    | 1     | 0    | Ukmergės SC      |  |
|    | C    | Laura Ruzgutė          | 10 settembre 1997  | 22    | 0    | MFA Žalgiris-MRU |  |
|    | C    | Erika Šupelytė         | 28 luglio 2003     | 0     | 0    | MFA Žalgiris-MRU |  |
|    | C    | Liucija Vaitukaitytė   | 24 aprile 2000     | 32    | 5    | Pomigliano       |  |
|    | C    | Karolina Zabolotnaja   | 17 febbraio 1998   | 1     | 0    | Hegelmann        |  |
|    | C    | Agnė Žėglevičiūtė      | 9 maggio 1994      | 2     | 0    | Hegelmann        |  |
|    |      |                        |                    |       |      |                  |  |
|    | A    | Dovilė Dockaitė        | 12 dicembre 2003   | 1     | 0    | Šešupė           |  |
|    | A    | Ugnė Lazdauskaitė      | 9 ottobre 2002     | 15    | 1    | Roma CF          |  |